# Werchojanski ulus
Der Werchojanski ulus (russisch Верхоянский улу́с, auch Верхоянский район, Werchojanski rajon; jakutisch Үөһээ Дьааҥы улууһа, Üöhee Džaangy uluuha) ist einer der 34 Ulusse (Rajons) der Republik Sacha (Jakutien) im Norden des russischen Föderationskreises Ferner Osten. Er liegt am Polarkreis und etwas nordöstlich der Mitte der Republik im Binnenland, südlich des Ust-Janski ulus.

## Geografie
Der Ulus hat eine Fläche von etwa 134.100 km², mehr als Bayern, Baden-Württemberg und Hessen zusammen. Er gehört zum Ostsibirischen Bergland und umfasst das gesamte obere Einzugsgebiet der Jana.
Die Vegetation besteht in geschützten Lagen des Südens aus Taiga, in Höhenlagen und im Norden bis in die Tallagen aus Tundra.

## Demografie
Die Einwohnerzahl begann früher anzusteigen als in weiter nordöstlich gelegenen Teilen der Republik, blieb dann bis 1990 aber relativ konstant. Durch die auch in den benachbarten Ulussen festzustellende Abwanderung seit dem Ende der Sowjetunion liegt sie jetzt wieder unter dem Wert von 1959:
1939 – 07.148
1959 – 16.629
1970 – 17.430
1989 – 22.116
2002 – 13.666
2010 – 12.815
Die Bevölkerung besteht, mit steigender Tendenz, zu etwa vier Fünfteln aus Angehörigen indigener Ethnien.
| Ethnie   | 2002     | 2002  | 2010     | 2010  |
| Ethnie   | Personen | %     | Personen | %     |
| -------- | -------- | ----- | -------- | ----- |
| Jakuten  | 9599     | 70,24 | 9454     | 74,02 |
| Ewenen   | 376      | 2,75  | 625      | 4,89  |
| Russen   | 2756     | 20,17 | 2023     | 15,84 |
| Ukrainer | 403      | 2,95  | 202      | 1,58  |

## Gemeinden
Der Ulus besteht aus 17 Gemeinden, in der Republik Sacha als nasleg bezeichnet, es sind die Stadt Werchojansk, zwei Siedlungen städtischen Typs, darunter der Kreissitz und 14 ländliche Gemeinden.
Die Namen sind in der folgenden Tabelle jeweils erst in Transliteration und nach dem Strich in kyrillischer Originalschreibweise aufgeführt:
| Nr. | Jakutischer Name            | Russischer Name         | Einwohner 2007 (2010) | Bemerkung oder Name des nasleg-Sitzes                                                                |
| 1)  | Baatağaj – Баатаҕай         | Batagaj – Батагай       | 4.200 (4.074)         | Verwaltungssitz, Siedl. städt. Typs, an der Jana umgeben von nasleg D'aangy (16)                     |
| 2)  | Verchojanskaj – Верхоянскай | Verchojansk – Верхоянск | 1.300 (1.201)         | Stadt, an der Jana nahe dem Grenzdreieck der naslegs (5), (13) und (14)                              |
| 3)  | Ehe Chaja – Эһэ Хайа        | Ese-Chaja – Эсэ-Хайя    | 300 (286)             | Siedlung städtischen Typs, abseits der Jana an der Grenze der naslegs Ostuolba (14) und Üüteech (16) |
| 4)  | Alahyaj – Алаһыай           |                         | 560                   | Ulachan Küöl – Улахан Күөл                                                                           |
| 5)  | Tabalaach – Табалаах        |                         | 560                   | Bala – Бала                                                                                          |
| 6)  | Arylaach – Арыылаах         |                         | 523                   | Sajdyy – Сайдыы                                                                                      |
| 7)  | Enge – Эҥэ                  |                         | 488                   | Tomtor – Томтор                                                                                      |
| 8)  | Boruulaach – Боруулаах      |                         | 590                   | Nalimskaj – Налимскай                                                                                |
| 9)  | Sartang – Сартаҥ            |                         | 536                   | Üngkür – Үҥкүр                                                                                       |
| 10) | Dulğalaach – Дулҕалаах      |                         | 395                   | Tomtor – Томтор                                                                                      |
| 11) | Elges – Элгэс               |                         | 385                   | Chajyhardaach – Хайыһардаах                                                                          |
| 12) | Suordaach – Суордаах        |                         | 368                   | Suordaach – Суордаах                                                                                 |
| 13) | Babuškin – Бабушкин         |                         | 356                   | Boronuk – Боронук                                                                                    |
| 14) | Ostuolba – Остуолба         |                         | 331                   | Ostuolba – Остуолба                                                                                  |
| 15) | Čerümče – Чөрүмчэ           |                         | 226                   | Čerümče – Чөрүмчэ                                                                                    |
| 16) | Džaangy – Дьааҥы            |                         | 220                   | Üüteech – Үүттээх                                                                                    |
| 17) | Barylas – Барылас           |                         | 98                    | Barylas – Барылас                                                                                    |

Die Nummern bezeichnen die Rangfolge einerseits der städtischen, andererseits der ländlichen Gemeinden nach Einwohnerzahl und die Kennzeichnung der ländlichen Gemeinden in der nur in der jakutischen Wikipedia („In andern Sprachen: Caxa“) verfügbaren Karte des Ulus Werchojansk.